# Алтун-алем џамија
Алтун-алем џамија (џамија са златним алемом - драгим каменом) налази се у Новом Пазару, Србија, у Првомајској улици број 79. Изградио ју је османлија Муслихудин Абдулгани почетком XVI века. Она представља ретко ремек-дело исламске архитектуре и под заштитом је државе од 1979. године.

## Историјат
Алтун-алем џамију је у првој половини XVI века изградио османлијски неимар Муслихудин Абдулгани, познат и под именом Мујезин хоџа ал-Медини. Он је изградио многе грађевине на Балкану. У Скопљу је подигао Куршумли хан, џамију, обновио је један хамам и поседовао је неколико кућа и дућана. Изградио је џамију и каравансарај у Мажићима код Звечана. У Вакуфнами из 1550. године могу се наћи сви његови пројекти на територији Новог Пазара: Алтун-алем џамија, мектеб на тлу џамијског комплекса, три куће за боравк имама, хан, шест дућана поред хамама, шест кожарских дућана у Табачкој чаршији на обали Рашке, седам млинова поред моста (један од њих је био са пет витлова). Сасвим је сигурно да је градитељ Алтун-алем џамије био богат чим је изградио толико објеката, не само сакралних. Међутим, он је био и врло образован и уцен. То потврђује његово звање - Мевлана (Мевлана Муслихудин Ефендија), то је почасно звање које су могли носити само истакнути исламски учењаци и филозофи.
Тачна година изградње ове џамије се не зна. У турском попису из 1528. године помиње се у Новом Пазару Махала Мујезин хоџе. Она је тада имала 35 домаћинстава, 1540. године 20 и 1604. године 30 домаћинстава, како то наводе извори из до наведених година. У XVII веку име „Мујезин хоџина махала“ замењено је именом Алтун-алем махала. Мујезин Махала је везана за градитеља Алтун-алем џамије. Она се први пут помиње 1528. године, а у ранијем попису из 1516. године се не помиње. Према томе, изградњу Алтун-алем џамије и треба сместити између 1516. и 1528. године. У сваком случају та грађевина из прве половине XVI века, врло је лепа и ретка. У скопским рукописима се наводи да је то изузетно грађевинско дело и да се сличне грађевине могу наћи само у Истанбулу, Једрену и Бурси, те да је на њу подсећао Таш хан (Камени хан) у Скопљу.

Првомајска улица се раније звала Стамболски друм, а цело насеље је било познато као Јелеч махала, по Јелечу, средњовековном граду који се налази на Рогозни, у чијем правцу је водила данашња Првомајска улица. Име Јелеч махала се изгубило у XVII веку и уместо њега помињу се џемати Алтун-алем и Ахмед војвода. Турски путописац Евлија Челебија, који је кроз ове крајеве пропутовао шездесетих година XVII века, записао је: »Џамија која се зове Алтун (алем) џамија стара је богомоља, налази се у Јелеч махали на Цариградском друму«.

## Изглед џамије
Османлијски путописац Евлија Челебија и аустријски дипломата Теодор Ипен описују је као најзанимљивију џамију Новог Пазара, стављајући је тако и испред задужбине Иса бега Исаковића. Анализирајући архитектуру до данас сачуваних џамија, јасно је уочљив њен јак утицај на обликовање појединих елемената као што су тремови, минарети, обрада отвора, декоративна пластика.
Џамијски комплекс који је опасан високим зидом од ћерпича састоји се од џамије као централне грађевине, мектеба (школе), надстрешнице са улазом и клупама, као и око 50 нишана, од којих 29 садржи епитафе. По типу, џамија је једнопросторна куполна грађевина са двотравејним тремом који је наткривен двема куполама. Овај тип џамије није карактеристичан за наше просторе, док више типских аналогија из XVI века постоји у Једрену, Истанбулу, Бурси и Амасији. Главни део џамије зидан је наизменично притесаним и ломљеним каменом са редовима опеке. Куполе и лукови су од танке опеке. Трем и дванаестострани минарет зидани су од квадера пешчара.
Молитвени простор, који има облик скоро правилног кубуса, покрива ниска и просторна калота. Прелаз из квадратне основе у кружни прстен тамбура изведен је преко широких сферних троуглова, пандатифа, чије ивице оцртавају плитки и у темену преломљени лукови. Унутрашњи простор осветљава по 4 прозорска отвора на сваком од обимних зидова, осим према трему где постоји само један, као и 3 прозора у тамбуру куполе. Фасаде главног дела џамије, изузев оне према трему, обрађене су алтернацијом хоризонталних редова опека и поља уоквирених насатице уграђеним опекама, које у малтеру имитирају правилне квадере жућкастог пешчара. На исти начин првобитно је био обрађен и осмоугаони тамбур главне куполе, и тамбури куполица над тремом. Кровни венац је изведен са два реда зупчасто постављених опека. Скроман портал и сви прозори имају оквире од обрађеног камена. У ентеријеру је од тог камена исклесан једноставан минбер и лепо профилисан оквир михраба (централне нише) са нишом која се завршава сталактитним украсима. Махвил (галерија) је постављен целом дужином северозападног зида, а изведен је од дрвета.

Алтун-алем џамија једина је куполна џамија из XVI века у Новом Пазару. Џамија није велика, дуга је нешто мање од 16, а широка само око 10 метара. То је једнопросторно куполно здање са, како истиче историчар уметности Андреј Андрејевић, занимљивим тремом и не нарочито витким минаретом. Њен централни простор изведен је у облику скоро правилног кубуса, који је покривен ниским, а пространим кубетом. Октогонални тамбур, висине свега око 1,3 метра, пресводи калота пречника од непуних 9 метара, колико износи и унутрашња дужина зидова.
Прелаз из квадратне основе у кружни прстен тамбура решен је у угловима широким пандантифима, чије ивице оцртавају врло плитки и преломљени прислоњени луци. Бочни потисци су по периферији лежишта калоте, а на корњој ивици тамбура, парирани и серклажним стегама од осмоугаоно спојених греда. Изузев стране према трему, где је остављен само један прозор, цео унутрашњи простор џамије је осветљен са по четири прозора распоређених на сваком од остала три зида, и по једним мањим отвором изнад ових, на тамбуру. Цела калота је изведена концентрично сложеним низовима опеке док су зидови џамије доста неправило грађени од опеке, између којих је местимично убачен грубо оклесан камен. Фасаде главног дела џамије су премалтерисане и тако уфуговане да имитирају правилно смењивање жућкаснотг камена и црвене цигле. Декоративни кровни венац изведен је са два реда зупчасто постављених опека. Невелики портал и сви прозори имају оквире од боље обрађеног камена, којим је и у унутрашњости изведен једноставан минбер и нешто богатији михраб. Махвил (галерија) је постављен целом дужином северозападног зида, а изведен је од дрвета.
Трем, изграђен од камених тесанаца, почива на масивним осмостраним стубовима који, како истиче Андрејевић, имају скромније декорисане базе и сталактитне капителе. Између његових стубова разапети су снажни и у темену благо преломљени луци. Трем је покривен двема мањим слепим куполама које имају необично плитке осмоугаоне тамбуриће. Са десне стране трем је затворен каменим зидом, у коме су остављена врата за улазак у минарет, а под самим кровом је са све три стране обрубљен лепо профилисаним венцем. Још један мањи михраб, у облику овеће нише, споља је усечен у зид између трема и главног простора џамије. Налази се на уздужној симетрали објекта.
Дванаестострани минарет, прислоњен уз десну страну трема, такође је изведен пажљивије обрађеним квадерима пешчара. Његово високо подножје украшено је фризом слепих аркадица и једним пластичним прстеном, а доњу ивицу шерефе ошивљава три реда сталактита. Према наводима Андрејевића из 1977. године, минарет је асиметрично базиран на дубоким полукружним темељима неке старије грађевине.
Пластична декорација у унутрашњости џамије је доста шкрто пласирана. На михрабу, базама и капителима стубова се налази дискретни сталактитни орнамент, док је у декоративној ниши над улазним вратима минарета крупно кристаласто саће. Осим овде, од декорације су једино још у широким прстеновима купола и на каменом минберу, аплицирани фризови сараценских лукова.
Иначе, на џамији не постоји плоча са натписом (тарих) који би садржавао податке о оснивачу и години изградње џамије.

## Мектеб
Уз џамију, мевлана Муслихудин Абдулгани је изградио „место да се у њему подучава Куран и да се уче мала деца“, како је записано у вакуфнами, где је назначена и плата учитеља и његовог заменика, уз услов да је учитељ „поуздан, а најбољи међу добрима, постојан, способан да предаје и поучава“.
И ова друга задужбина грађена је са утиснутим печатом монументалности, са намером да подржава архитектурни стил оближње џамије. Овај мектеб је значајан и по томе што је један од два најстарија мектеба некадашњег Босанског пашалука, који постоји и данас.

## Поновно отварање
Дана 30.07.2011 у Новом Пазару, отворен је Исламски културни центар „Алтун-алем“ и истоимена џамија, која је привремено била затворена због реновирања.
Од 2023. године планирано је обнављање ове џамије.

### Књиге и зборници
- Андрејевић, Андреј (1969). „Алтин-алем џамија у Новом Пазару”. у Зборник Светозара Радојчића / [уредник Војислав Ј. Ђурић]. Београд: Филозофски факултет, Одељење за историју уметности, (Београд : Научно дело). стр. 1—10.  174340103  512592791
- Андрејевић, Андреј (1984). Исламска монументална уметност XVI века у Југославији : куполне џамије. Београд: Институт за историју уметности Филозофског факултета : Балканолошки институт САНУ.  37385223  11616778  512009936
- Ayverdi, Ekrem Hakki (1956). Yugoslavya'da Türk Abideleri ve Vakıfları (на језику: турски). III. Ankara: Vakıflar Dergisi. стр. 151—223.
- Ayverdi, Ekrem Hakki (2000). Avrupa'da Osmanlı mimârî eserleri. 2 : Yugoslavya : (3. kitap) (на језику: турски). Istanbul: İstanbul Fetih Cemiyeti. ISBN 975-7618-33-0.
- Грујовић Брковић, Катарина; Алексић Чеврљаковић, Марија (2016). Поглед кроз наслеђе : [Завод за заштиту споменика културе у Краљеву] : 1965-2015 (PDF). Краљево: Завод за заштиту споменика културе, (Краљево : АДМ Графика). ISBN 978-86-84867-05-8.  221291532
- Ердељановић, Јован; Николић, Риста Т. (1899). Трговачки центри и путеви по српској земљи у средњем веку и у турско доба : историско-географска расправа. [Београд]: издање београдске општине, (Београд : штампарија Д. Димитријевића).  34556935  34556935
- Зборник Светозара Радојчића / [уредник Војислав Ј. Ђурић]. Београд: Филозофски факултет, Одељење за историју уметности, (Београд : Научно дело). 1969.  512592791
- Здравковић, Иван (1964). Избор грађе за проучавање споменика исламске архитектуре у Југославији. Београд: Југословенски институт за заштиту споменика културе, (Београд : Београдски графички завод).  43669767  43669767  7178246
- Zukorlić, Mensur (2016). Oblici orijentalne kulture na prostoru jugozapadne Srbije (doktorska disertacija). Beograd: [M. Zukorlić].  48156687
- Кајтез, Ирина (2024). „Хронологија и интерпретација археолошких истраживања Алтун-алем џамије”. у Програм, извештаји и апстракти / Српско археолошко друштво, XLVII Скупштина и Годишњи скуп Ниш, 30. мај-1. јун 2024. године ; [приредили Адам Црнобрња и Војислав Филиповић] (PDF). Београд: Српско археолошко друштво ; Ниш : Завод за заштиту споменика културе, (Ниш : Пунта). стр. 148—149. ISBN 978-86-80094-26-7.  145228553
- Kaleshi, Hasan (1972). Najstariji vakufski dokumenti u Jugoslaviji na arapskom jeziku. Priština: Filozofski fakultet ; Beograd : [Zajednica naučnih ustanova Kosova], Cetinje (Obod).  518242455
- Kuran, Aptullah (1968). The mosque in early Ottoman architecture (PDF) (на језику: енглески). Chicago and London: Chicago University Press. ISBN 9780226462936.
- Мушовић, Ејуп (1979). Етнички процеси и етничка структура становништва Новог Пазара (PDF). Београд: Етнографски институт САНУ, (Београд : "Слободан Јовић").  97099788
- Мушовић, Ејуп; Вујовић, Славица (1992). Џамије у Новом Пазару. Београд: Републички завод за заштиту споменика културе ; Краљево : Завод за заштиту споменика културе : Слово, (Краљево : Слово).  33200135
- Нешковић, Јован; Куртовић-Фолић, Нађа; Ђорђевић, Слободан; Радовић, Ранко (1988). Стара чаршија у Новом Пазару : заштита и ревитализација. Краљево: Завод за заштиту споменика културе Краљево, (Београд : Институт Гоша).  16396
- Premović-Aleksić, Dragica (2012). Novi Pazar na mapi istorijskih puteva. Novi Pazar: Muzej "Ras", (Novi Sad : Panpapir). ISBN 978-86-80813-19-6.  195177228
- Premović-Aleksić, Dragica (2013). Islamski spomenici Novog Pazara = Islamic Monuments Novi Pazar. Novi Pazar: Muzej "Ras". ISBN 978-86-80813-23-3.  202579212
- Програм, извештаји и апстракти / Српско археолошко друштво, XLVII Скупштина и Годишњи скуп Ниш, 30. мај-1. јун 2024. године ; [приредили Адам Црнобрња и Војислав Филиповић] (PDF). Београд: Српско археолошко друштво ; Ниш : Завод за заштиту споменика културе, (Ниш : Пунта). 2024. ISBN 978-86-80094-26-7.  145228553
- Redžić, Husref (1983). Studije o islamskoj arhitektonskoj baštini. Sarajevo: Veselin Masleša, (Novi Sad : Štamparija).  66441484  1925158  1925158  512030928
- Čelebi, Evlija (1973). Putopis : odlomci o jugoslovenskim zemljama; [preveo, uvod i komentar napisao Hazim Šabanović]. Sarajevo: Veselin Masleša.  256247815  2005798  2005798
- 82169609

### Часописи
- Андрејевић, Андреј (1976). „Претварање цркава у џамије” (PDF). Зборник за ликовне уметности. Нови Сад: Матица српска (12): 98—117. ISSN 0543-1247.  66520583  31868167
- Андрејевић, Андреј (1977). „Алтин-алем џамија у Новом Пазару”. Новопазарски зборник. Нови Пазар: Завичајни музеј (1): 121—136. ISSN 0351-3017. Архивирано из оригинала 18. 05. 2024. г. Приступљено 05. 04. 2025.  512147296  3463170
- Backović, Vera; Spasić, Ivana (2014). „Identitet grada : mišljenje lokalnih aktera u četiri urbane sredine” (PDF). Sociologija : časopis za sociologiju, socijalnu psihologiju i socijalnu antropologiju. Beograd: Sociološkog udruženja Srbije i Crne Gore : Institut za sociološka istraživanja Filozofskog fakulteta u Beogradu. 56 (2): 101—123. ISSN 0038-0318.  524581015  4115202
- Bećirbegović, Madžida (1974). „Prosvjetni objekti islamske arhitekture u Bosni i Hercegovini”. Prilozi za orijentalnu filologiju. Sarajevo: Orijentalni institut (20—21): 223—364. ISSN 0555-1153.  104008455  1126062052  4965670  16399874
- Вујовић, Славица; Богосављевић, Вера (1986). „Алтун-алем џамија у Новом Пазару, истраживачко-конзерваторски радови”. Гласник Друштва конзерватора Србије. Београд: Друштво конзерватора Србије (10): 88—91. ISSN 0350-9656.  24743180  15956482
- Вујовић, Славица (1987). „Истраживачко-конзерваторски радови на Алтун-алем џамији у Новом Пазару”. Гласник Друштва конзерватора Србије. Београд: Друштво конзерватора Србије (11): 56—59. ISSN 0350-9656.  15956482
- Вујовић, Славица (1990). „Мектеб уз Алтун-алем џамију у Новом Пазару”. Новопазарски зборник. Нови Пазар: Музеј "Рас", Нови Пазар (14): 67—81. ISSN 0351-3017.  512456800  3463170
- Zirojević, Olga (1977). „Novi Pazar u turskim izvorima do kraja XVI veka”. Новопазарски зборник. Нови Пазар: Завичајни музеј (1): 111—120. ISSN 0351-3017. Архивирано из оригинала 18. 05. 2024. г. Приступљено 05. 04. 2025.  512146528  3463170
- Мујезиновић, Мехмед (1977). „Исламски епиграфски споменици Новог Пазара”. Новопазарски зборник. Нови Пазар: Завичајни музеј (1): 137—155. ISSN 0351-3017. Архивирано из оригинала 18. 05. 2024. г. Приступљено 05. 04. 2025.  514881120  3463170
- Мујезиновић, Мехмед (1986). „Исламски епиграфски споменици Новог Пазара”. Новопазарски зборник. Нови Пазар: Завичајни музеј у сарадњи са Савезом етнолошких друштава Југославије (10): 113—130. ISSN 0351-3017.  25252364  3463170
- Мушовић, Ејуп (1985). „Исламски сакрални споменици Новог Пазара : историјски преглед”. Новопазарски зборник. Нови Пазар: Завичајни музеј у сарадњи са Савезом етнолошких друштава Југославије (9): 67—98. ISSN 0351-3017.  512359776  3463170
- Petrović, Mina; Backović, Vera; Toković, Milena (2022). „Rebuilding post-communist city identity: The case of Novi Pazar, Serbia”. Urbani izziv (на језику: енглески). Ljubljana: Urbanistični inštitut Republike Slovenije. 33 (2): 91—102. ISSN 0353-6483.  16588546
- Чар-Дрнда, Хатиџа (1984). „Оснивање Новог Пазара и његов развитак до краја XVI стољећа”. Новопазарски зборник. Нови Пазар: Завичајни музеј у сарадњи са Савезом етнолошких друштава Југославије (8): 77—102. ISSN 0351-3017.  3463170
- Čelebić, Burhan (2021). „Tipologija i ornamentika novopazarskih nišana u svjetlu novih istraživanja”. Новопазарски зборник. Нови Пазар: Музеј "Рас", Нови Пазар (44): 91—116. ISSN 0351-3017.  53525769  3463170
- Čelebić, Burhan (2022). „Nišani od XVI do XVII vijeka u Novom Pazaru”. Новопазарски зборник. Нови Пазар: Музеј "Рас", Нови Пазар (45): 17—32. ISSN 0351-3017.  83361801  3463170
- Шушевић, Изудин (1979). „Вакуфи у Новом Пазару у XVI столећу”. Новопазарски зборник. Нови Пазар: Завичајни музеј у сарадњи са Савезом етнолошких друштава Југославије (3): 39—52. ISSN 0351-3017.  3463170